# 嘉罕娜拉·貝居姆
嘉罕娜拉·貝居姆（Jahanara Begum，1614年3月23日—1681年9月16日），為蒙兀兒帝國的公主，她是第五任蒙兀兒皇帝沙賈汗和皇后慕塔芝·瑪哈兩人所生的長女。
1631年，慕塔芝·瑪哈不幸因難產去世，儘管沙賈汗尚有三位妻子在世，但當時年僅17歲的嘉罕娜拉仍被委以掌管皇家印璽的重任，並獲得蒙兀兒帝國帕德莎·貝居姆（第一夫人）的稱號，嘉罕娜拉是沙賈汗最疼愛的女兒，在他統治期間享有極大的政治影響力，被譽為當時「帝國中最有權勢的女人」。
嘉罕娜拉是王儲達拉·希科的忠實支持者，她全心全意地支持父親所選定的繼承人。1657年沙賈汗患病後，在激烈的皇位繼承戰中，嘉罕娜拉始終堅定站在達拉·希科一邊，當奧朗則布獲勝並登上皇位後，支持奧朗則布的嘉罕娜拉妹妹羅珊娜拉·貝居姆取代了她的地位，成為新任的帕德莎·貝居姆。嘉罕娜拉是一位孝順的女兒，她悉心陪伴並照顧被軟禁在阿格拉堡的父親沙賈汗，直到1666年其去世為止，父親死後，嘉罕娜拉與弟弟奧朗則布和好，奧朗則布授予長姐「公主女王」的稱號，讓嘉罕娜拉再次取代羅珊娜拉成為帕德莎·貝居姆，嘉罕娜拉後於奧朗則布統治期間去世。
嘉罕娜拉也因撰寫蘇菲派聖人穆因丁·奇什提的傳記而聞名，儘管穆因丁·奇什提生活在她之前四個世紀，但嘉罕娜拉認為穆因丁·奇什提是印度蘇菲派中的佼佼者，也是她的精神導師。